# Município de Van Buren (condado de Hancock, Ohio)
O município de Van Buren (em inglês: Van Buren Township) é um município localizado no condado de Hancock no estado estadounidense de Ohio. No ano de 2010 tinha uma população de 915 habitantes e uma densidade populacional de 14,49 pessoas por km².

## Geografia
O município de Van Buren encontra-se localizado nas coordenadas 40° 51′ 48″ N, 83° 43′ 40″ O. Segundo a Departamento do Censo dos Estados Unidos, o município tem uma superfície total de 63.16 km², da qual 63,16 km² correspondem a terra firme e (0 %) 0 km² é água.

## Demografia
Segundo o censo de 2010, tinha 915 pessoas residindo no município de Van Buren. A densidade populacional era de 14,49 hab./km². Dos 915 habitantes, o município de Van Buren estava composto pelo 97,81 % brancos, o 0,22 % eram amerindios, o 0,11 % eram asiáticos, o 0,98 % eram de outras raças e o 0,87 % eram de uma mistura de raças. Do total da população o 1,53 % eram hispanos ou latinos de qualquer raça.